# Helina pubescens
Helina pubescens este o specie de muște din genul Helina, familia Muscidae. A fost descrisă pentru prima dată de Stein în anul 1893. Conform Catalogue of Life specia Helina pubescens nu are subspecii cunoscute.